# Tengella albolineata
Tengella albolineata is een spinnensoort in de taxonomische indeling van de Tengellidae.
Het dier behoort tot het geslacht Tengella. De wetenschappelijke naam van de soort werd voor het eerst geldig gepubliceerd in 1902 door Frederick Octavius Pickard-Cambridge.